# Vanessa Paradis
Pour les articles homonymes, voir Paradis (homonymie).
Vanessa Paradis, née le 22 décembre 1972 à Saint-Maur-des-Fossés (Val-de-Marne), est une chanteuse, actrice et mannequin française.
Elle devient célèbre dès l'âge de quatorze ans avec son premier disque, Joe le taxi, et mène, depuis, une carrière dans la musique, le cinéma et la mode. À seize ans, dans le film Noce blanche, elle joue le rôle de l'amante d'un de ses professeurs. Depuis 1991, elle est l'une des égéries de la marque Chanel.
Avec l'acteur américain Johnny Depp, elle forme un couple remarqué de 1998 à 2012. Ils ont deux enfants : Lily-Rose et Jack.

## Biographie
Vanessa Chantal Paradis naît le 22 décembre 1972 à Saint-Maur-des-Fossés,. Elle passe son enfance et son adolescence à Villiers-sur-Marne avec ses parents, Corinne Paradis et André Paradis, peintre devenu entrepreneur, créant et revendant décors et sculptures (notamment pour Disneyland Paris) ainsi qu'avec sa sœur, Alysson Paradis, née en 1984, et qui deviendra actrice. Elle s'inscrit à des cours de danse, apprend les bases du piano et se présente à quelques castings pour enfants mannequins. Élève timide et aux résultats moyens au collège Pierre-et-Marie-Curie de Villiers-sur-Marne, elle y écrit sur sa fiche de renseignement qu'elle veut être comédienne. C'est en adolescente hyper médiatisée, avec le succès de Joe le taxi, qu'elle entre au lycée Marcelin-Berthelot à Saint-Maur-des-Fossés,. Elle étudie également au lycée Pablo-Picasso de Fontenay-sous-Bois. Elle est repérée très jeune par Marceline Lenoir, qui deviendra son agent. Elle est la nièce de Didier Pain.

## Carrière

### Musicale

#### 1981-1986: Les débuts
Âgée de 8 ans, Vanessa Paradis fait sa première apparition télévisée le 3 mai 1981 dans l'émission L'École des fans, animée par Jacques Martin et consacrée à Philippe Chatel, où elle reprend le titre de sa comédie musicale Émilie Jolie.
En 1983, elle enregistre La Magie des surprises parties, chanson écrite par Les Forbans, pour le compte d'AB Disques. Elle l'interprète lors du festival italien Ambrogino en décembre 1985, mais ne gagne pas le premier prix[source insuffisante] ; le disque ne sortira donc pas. La même année, elle fait partie des chœurs sur deux chansons de l'album Normal de Franck Langolff, ami du producteur et acteur de second rôle Didier Pain, l'oncle de Vanessa Paradis qui, croyant en son potentiel, est entre-temps devenu son manager.

#### 1987-1988: Les premiers singles
La carrière de Vanessa Paradis débute véritablement deux ans plus tard, en avril 1987, avec la chanson Joe le taxi, écrite par Étienne Roda-Gil et Franck Langolff. À quatorze ans, elle reste no 1 du Top 50 français pendant onze semaines (plus d'un million de ventes) et connaît le succès à l'étranger : no 1 en Belgique, en Suisse, au Canada et en Israël, no 2 en Irlande, no 8 en Allemagne, ainsi qu'un Top 3 en Angleterre. 
Une performance qu'aucune autre chanson française n'a connu depuis Je t'aime… moi non plus de Serge Gainsbourg et Jane Birkin en 1969.
Le disque sort sur tous les continents et est commercialisé aux États-Unis en mars 1989. Une version espagnole est également enregistrée. 
À la fin de son exploitation, Joe le taxi s'est écoulé à 3 200 000 exemplaires dans le monde.
Après deux mois de promotion à l'étranger durant l'automne 1987, sort en décembre son deuxième single, Manolo Manolete, qui se classe no 10 au Top 50.

#### 1988-1994: Les premiers albums
En juin 1988, est publié son premier album, M et J, entièrement écrit par Étienne Roda-Gil et composé par Franck Langolff, dont quatre singles sont extraits : Marilyn et John, Maxou, Coupe coupe et Mosquito. Grâce au succès de Joe le taxi, il bénéficie d'une sortie mondiale, mais ne connaît le succès que dans l'Hexagone, avec 360 000 exemplaires vendus. Parallèlement, la chanteuse, âgée de quinze ans, poursuit ses études. Si elle arrive à combiner les deux durant une année, elle est contrainte d'y renoncer l'année suivante, subissant un lynchage permanent d'une partie du public, ainsi que par certains élèves et professeurs. D'un commun accord avec ses parents, elle arrête ses études en mars 1989. 
Le 3 février 1990, Vanessa Paradis reçoit la Victoire de la Musique de l'artiste interprète féminine de l'année.
En 1990, alors que son deuxième album se prépare avec des textes de Renaud et Alain Souchon, Vanessa Paradis fait la rencontre de Serge Gainsbourg qui demande à en écrire l'intégralité. Gainsbourg signe donc toutes les paroles de l'album Variations sur le même t'aime, toujours sur des musiques de Franck Langolff. Sa sortie en mai 1990 crée l'événement. Porté par trois singles (Tandem, Dis-lui toi que je t'aime et L'Amour en soi), il s'écoule à 450 000 exemplaires et sera le dernier témoignage artistique de Serge Gainsbourg, qui disparaîtra neuf mois après la sortie du disque.
Son troisième album, Vanessa Paradis, sort en septembre 1992, composé et réalisé par son compagnon d'alors, Lenny Kravitz, sur lequel elle chante entièrement en anglais. L'opus est commercialisé dans le monde entier, mais c'est en France qu'il rencontre le plus de succès, se classant no 1 des ventes et s'écoulant à 600 000 exemplaires. Au total, l'album dépasse les 1 300 000 ventes dans le monde. Quatre singles en sont extraits : Be My Baby (qui sera un tube dans plusieurs pays d'Europe), Sunday Mondays, Just as Long as You Are There et Natural High.
En mars 1993, elle démarre sa première tournée, le Natural High Tour, qui compte une soixantaine de dates en France (dont dix soirs à l'Olympia et un Zénith), deux au Canada et une en Angleterre. Mais la chanteuse doit annuler ses représentations japonaises et américaines pour raisons de santé. En février 1994, l'album Vanessa Paradis Live paraît, soutenu par deux singles : Les Cactus (une reprise de Jacques Dutronc) et Gotta Have It. Le spectacle est diffusé sur Canal+.
Durant ces quelques années, elle participe également à de nombreux projets musicaux : en 1989, elle chante avec le collectif Pour toi Arménie à l'initiative de Charles Aznavour, interprète une chanson pour le film Atlantis de Luc Besson, assure les chœurs pour des titres de Johnny Hallyday, Alain Lanty, Louis Bertignac, Maxime Le Forestier et Gerry DeVeaux… Sans oublier ses participations aux Enfoirés entre 1993 et 1999.
Le 17 mai 1995, Vanessa Paradis participe à la cérémonie d'ouverture du Festival de Cannes où, accompagnée par Jean-Félix Lalanne à la guitare, elle interprète Le Tourbillon de la vie en direct devant la présidente du jury, Jeanne Moreau, qui se lève et termine le titre avec elle. Ce qui devait être une petite surprise est finalement devenu le fait le plus marquant du 48e Festival de Cannes.
En avril 1996, elle offre un concert privé destiné à l'association caritative Rêves, dont elle est la marraine. Ce concert, diffusé sur Canal+, est constitué de chansons de son propre répertoire, mais également de reprises diverses. En novembre 1999, elle participe au concert privé Night Clubbing organisé par Canal+, dans lequel elle interprète deux chansons en duo avec Iggy Pop.

#### 2000-2001:Bliss, l'album du retour
Après huit années d'absence musicale, une longue parenthèse cinématographique et la naissance de sa fille, la chanteuse sort Bliss, son quatrième album, en octobre 2000. Pour la première fois, il est composé par plusieurs artistes (Alain Bashung, Matthieu Chedid, Franck Monnet, ainsi que Johnny Depp et Vanessa Paradis eux-mêmes). Commando, Pourtant et Que fait la vie ? sont les trois singles extraits de l'album, permettant à celui-ci de dépasser les 300 000 exemplaires écoulés.
Elle effectue une deuxième tournée d'une quarantaine de dates, à partir de mars 2001, Bliss Tour, qui l'emmène six soirs à l'Olympia et un soir au Zénith de Paris. Elle participe également aux trois Francofolies : La Rochelle, Spa et Montréal. En novembre 2001, sort son deuxième album live Vanessa Paradis au Zénith dont sont extraits L'eau à la bouche (reprise de Serge Gainsbourg) et Walk on the Wild Side (reprise de Lou Reed).
De nouvelles participations musicales viennent ponctuer cette période : elle interprète le titre-phare du film Le petit poucet réalisé par Olivier Dahan, est la marraine du projet Ma chanson d'enfance (un album caritatif de reprises) et chante en duo avec Charles Aznavour sur l'album Bon anniversaire Charles !. En juillet 2004, elle interprète six titres sur la B.O du film Atomik Circus (dont elle est l'héroïne principale), composés par The Little Rabbits, dont le single Ma pétroleuse.

#### 2007-2008:Divinidylle, l'album du succès

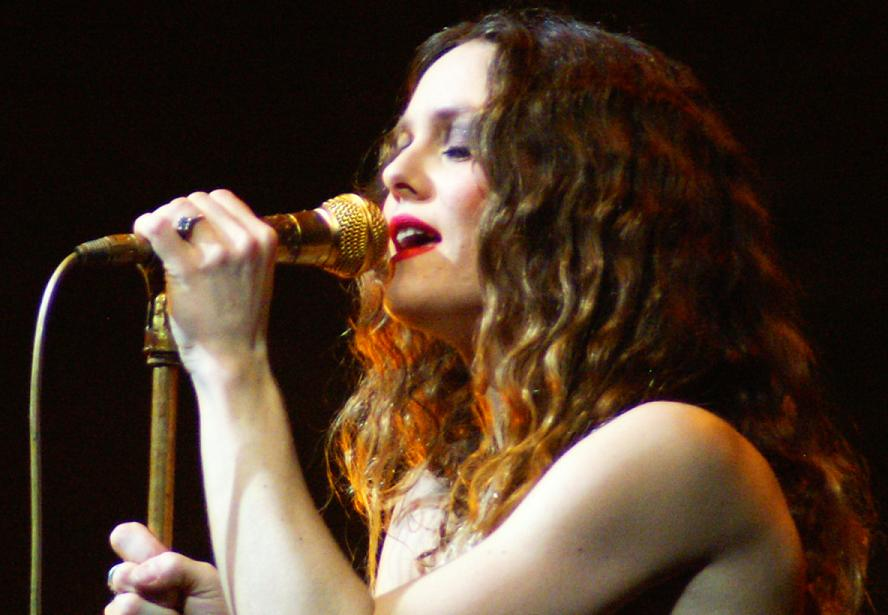
Vanessa Paradis en concert à Châteauroux en 2007.

À la suite de la naissance de son fils et de la sortie de plusieurs films, paraît en septembre 2007 un nouvel album, Divinidylle. Ce cinquième disque est composé en grande majorité par Matthieu Chedid, mais aussi par Brigitte Fontaine, Alain Chamfort, Jean Fauque ou encore Thomas Fersen. Soutenu par trois singles (Divine Idylle, Dès que j'te vois et L'incendie), l'album est un grand succès en France : no 1 dès sa sortie, il se vend à plus de 600 000 exemplaires. Il est également commercialisé dans toute l'Europe et en Asie et lui rapporte deux Victoires de la musique : Artiste interprète féminine de l'année et Album de chansons, variétés de l'année.
Dès octobre 2007, la chanteuse entame sa troisième tournée, Divinidylle Tour, d'une trentaine de dates, qui l'amène à remplir Bercy, mais aussi le Zénith de Paris pour trois soirs et l'Élysée Montmartre. En juillet 2008, elle repart sur les routes pour une tournée des Festivals et Francofolies. L'album live Divinidylle Tour sort en septembre 2008, avec deux extraits : Les Piles (en duo avec -M-) et Joe le taxi. L'enregistrement du concert remporte la Victoire du DVD musical de l'année en 2009.
Durant cette période, elle continue de collaborer avec d'autres artistes : elle effectue deux représentations du conte musical Le Soldat rose créé par Louis Chedid (où elle tient le rôle de Made in Asia), chante en duo avec Ben Harper Waiting on an angel dans l'émission La musicale sur Canal+ en novembre 2007, enregistre un duo avec Albin de la Simone, Adrienne et fait les chœurs sur une chanson de Glenn Tilbrook.

#### 2009-2011:Best of, l'album du bilan

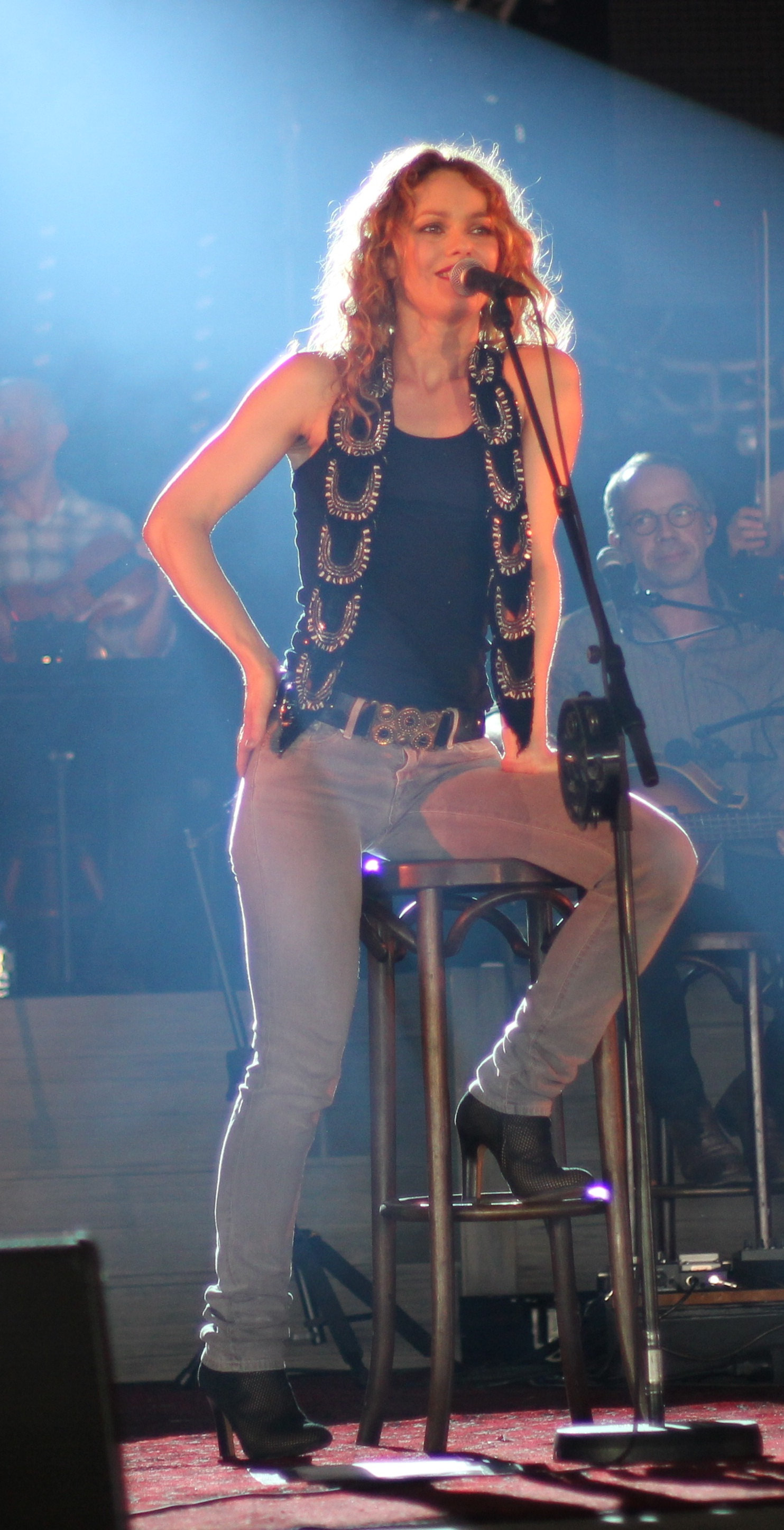
Vanessa Paradis en concert aux Solidays en 2010.

Le 23 novembre 2009, paraît son premier Best of, agrémenté d'inédits, de titres rares et de duos. L'inédit Il y a, signé Gaëtan Roussel, remporte un joli succès en se hissant à la sixième place des ventes digitales. La compilation, quant à elle, se vend à 400 000 exemplaires. 

Pour promouvoir sa sortie, elle donne un concert à La Cigale le 22 novembre 2009, durant lequel elle revisite treize de ses chansons en version acoustique arrangées par Albin de la Simone, avec ses musiciens et un quatuor à cordes. Elle propose ensuite ce concert dans une nouvelle version durant cinq soirs au Casino de Paris du 28 juin au 2 juillet 2010, puis en tournée en France durant l'été 2010 pour une vingtaine de représentations.
En novembre 2010, est publié le live Une nuit à Versailles retraçant sa tournée acoustique, ainsi qu'une anthologie DVD de ses passages télévisés.
Après s'être produite sur la scène des Folies Bergère du 24 au 31 janvier 2011, elle effectue une tournée internationale en février (Londres, New York, Los Angeles et Montréal).
Un concert  qu'elle devait donner, le 10 février 2011, à Tel-Aviv, est annulé, à la suite de pressions du BDS
Le 8 octobre 2011, entourée de Matthieu Chedid et Sean Lennon, elle se produit sur la scène du Trianon pour un showcase faisant suite à la projection du film d'animation Un monstre à Paris, duquel ils ont interprété la bande originale, dont le titre-phare La Seine vendu à 100 000 exemplaires.
Entre 2010 et 2012, de nouvelles collaborations ont lieu. Elle rejoint sur scène Jacques Dutronc au Palais des Sports et Elvis Costello à Los Angeles, et participe à divers projets, parmi lesquels le concert Peace one day au Zénith de Paris, des duos avec Alain Chamfort et Benjamin Biolay, ainsi que des reprises d'Alain Bashung (Angora, avec des arrangements signés Johnny Depp) et d'Étienne Daho (Week-end à Rome).

#### 2013-2014:Love Songs, l'album de la maturité
Sorti le 13 mai 2013, Love Songs, son sixième album, est un double-album de vingt chansons, dont les singles Love Song, Les Espaces et les Sentiments et Mi amor. Entièrement produit et réalisé par Benjamin Biolay (qui signe huit titres), il comprend les participations, entre autres, de Mathieu Boogaerts, Adrien Gallo et Carl Barât,,. Bien accueilli par la critique, l'album se classe no 1 des ventes à sa sortie. Il s'est écoulé à 200 000 exemplaires.
La chanteuse se produit sur la scène du Casino de Paris du 5 au 13 novembre et en tournée du 12 octobre au 19 décembre lors du Love Songs Tour.
Durant cette période, elle participe à l'album de duos de Steve Nieve, ToGetHer, sur lequel elle interprète Conversation, et enregistre un duo avec BB Brunes pour le titre Bye bye.
Le 14 février 2014, elle remporte la Victoire de la musique 2014 de l'artiste interprète féminine de l'année. Elle devient la chanteuse française la plus primée dans cette catégorie avec trois récompenses (1990, 2008 et 2014).
Durant l'été 2014, elle se produit sur scène pour la seconde partie de sa tournée Love Songs Tour en Europe (Angleterre, Pays-Bas, Espagne, Suisse) ainsi que dans de nombreux festivals en France et au Zénith de Paris, le 3 juillet.
Le 22 septembre 2014 paraît Pas besoin de permis, un single composé par Benjamin Biolay, extrait de l'album live Love Songs Tour qui sort deux mois plus tard.

#### 2018 - 2019:Les Sourceset nouveauBest of
Annoncé par le single Ces mots simples, son septième album, Les Sources, sort le 16 novembre 2018 et s'écoule à 70 000 exemplaires.
Après avoir enregistré un duo avec le rappeur Nekfeu pour le titre Dans l'univers (certifié disque de diamant pour plus de 50 millions de streams), paraît le 29 novembre 2019 un nouveau Best of, porté par le titre Vague à l'âme sœur.

### Cinématographique

#### 1989: Le premier film

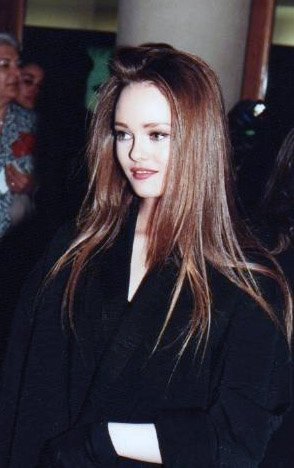
Vanessa Paradis à la des César en 1990.

Au printemps 1989, Vanessa Paradis, âgée de seize ans, tourne son premier film, Noce blanche, sous la direction de Jean-Claude Brisseau. Elle incarne Mathilde, une lycéenne paumée et marginale qui vit une passion amoureuse destructrice avec son professeur de philosophie, joué par Bruno Cremer. La jeune actrice racontera plus tard à quel point ce tournage fut éprouvant, notamment à cause de la personnalité autoritaire du réalisateur.
Sorti le 8 novembre 1989, il devient le deuxième film français le plus vu de l'année (derrière Trop belle pour toi), avec plus de 1 800 000 entrées. Le film sortira ensuite dans plusieurs pays. Le 21 février 1990, Vanessa Paradis reçoit le Prix Romy-Schneider, et le 4 mars, elle est élue meilleur espoir féminin lors de la cérémonie des César.

#### 1995-1999: Sous l'aile de Christian Fechner
Après deux albums et une tournée, elle revient au cinéma en 1994 dans Élisa, aux côtés de Gérard Depardieu. Ce film, produit par Christian Fechner, marque le retour du réalisateur Jean Becker qui n'a pas tourné depuis L'Été meurtrier en 1983. Sorti le 1er février 1995, il rencontre un grand succès (plus de 2 500 000 entrées) et devient le 9e film le plus vu de l'année 1995. Il sortira également dans plusieurs pays. Devant le succès, la jeune actrice signe un contrat d'exclusivité avec Christian Fechner pour ses trois prochains films.

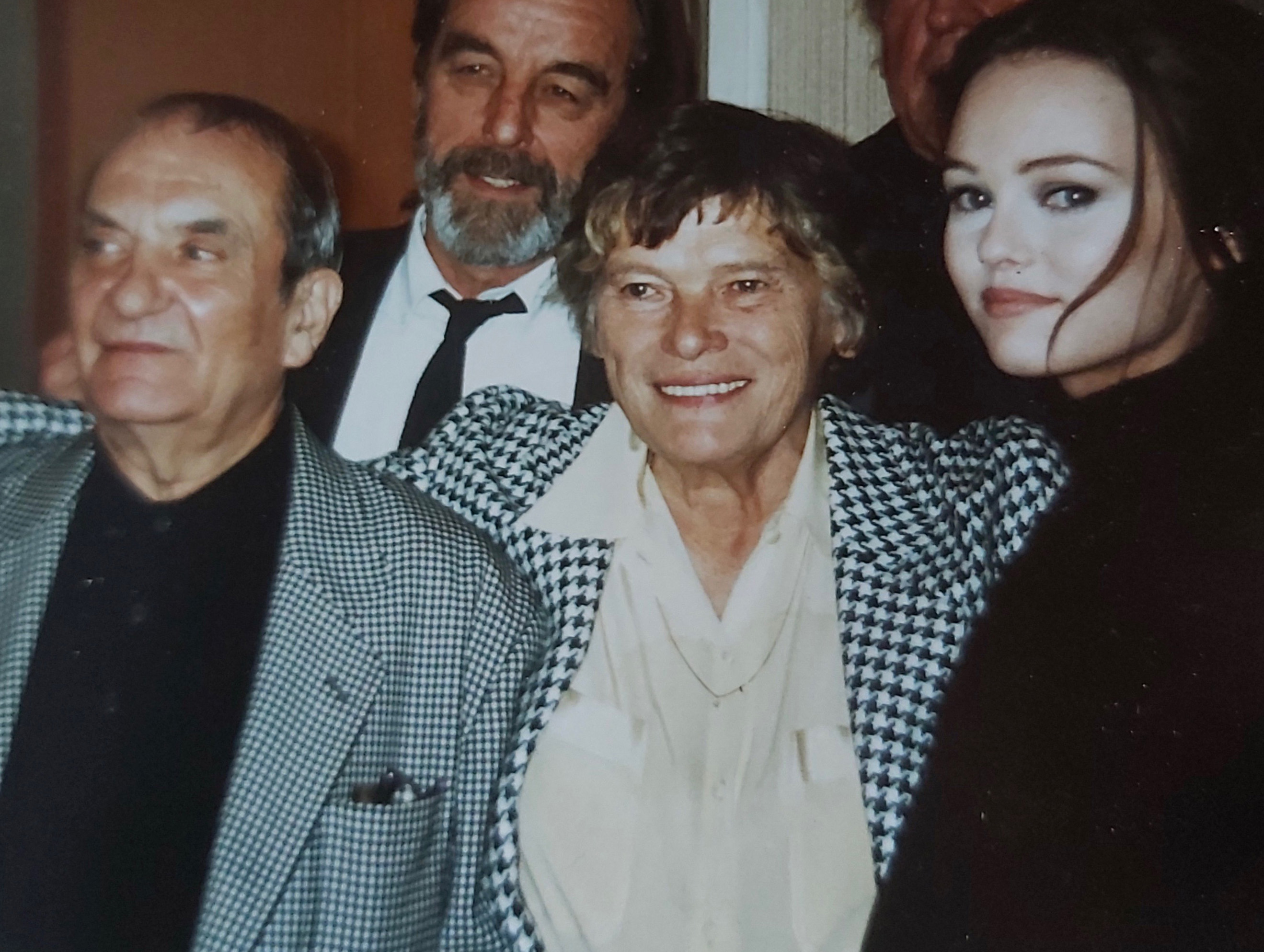
Jean Carmet, Marceline Lenoir (son agente) et Vanessa Paradis.

Le 17 mars 1997, sort Un amour de sorcière, avec Jeanne Moreau et Jean Reno, qui reçoit un accueil public et critique très mitigé, suivi le 25 mars 1998 par Une chance sur deux. Réalisé par Patrice Leconte et marquant le retour dans un même film d'Alain Delon et Jean-Paul Belmondo (jamais vus ensemble depuis Borsalino en 1970), le film attire 1 180 000 spectateurs, ce qui sera considéré comme un échec, au vu de l'importance du budget et du casting.
Leconte retrouve Vanessa Paradis pour La Fille sur le pont, sorti le 31 mars 1999, où elle joue aux côtés de Daniel Auteuil une jeune fille suicidaire devenant la cible d'un lanceur de couteaux dans le milieu du cirque. Le film, salué par la critique, totalise près de 900 000 entrées en France, ce qui est estimé comme honorable pour un film en noir et blanc. Il sort aux États-Unis en juillet 2000 et connait une belle carrière internationale (6 196 421 dollars de recettes dans le monde). Pour ce film, Vanessa Paradis est nommée pour le César de la meilleure actrice en février 2000, mais ne remporte pas le prix (qui est obtenu par Karin Viard).
En septembre 2000, Vanessa Paradis rejoint Johnny Depp et Jean Rochefort en Espagne sur le tournage du film L'Homme qui a tué Don Quichotte réalisé par Terry Gilliam dans lequel elle doit interpréter le rôle de Dulcinée. Rencontrant de multiples incidents, le tournage est interrompu au bout de trois semaines et fera l'objet d'un documentaire sorti en 2003, Lost in La Mancha réalisé par Keith Fulton et Louis Pepe.

#### 2004-2007: Un retour,Atomik, qui ne convainc pas
Deux enfants, un album et une tournée plus tard, elle revient le 21 juillet 2004 avec un film décalé, réalisé par les frères Poiraud, Atomik Circus, le retour de James Bataille, où elle est accompagnée de Benoît Poelvoorde et Jean-Pierre Marielle. Sorti en plein été et éreinté par la critique, ce film musical de science-fiction est un échec cuisant, ne totalisant que 239 000 entrées.
En 2004, elle tourne également Mon Ange, le premier film de Serge Frydman (scénariste de La Fille sur le pont), avec pour partenaires Vincent Rottiers et Eduardo Noriega. Il ne reste que trois semaines dans les salles, atteignant péniblement les 178 000 entrées.
Face à ces revers alors qu'elle est en tête d'affiche, Vanessa Paradis enchaîne pour la première fois de sa carrière avec un second rôle, dans le thriller La Clef de Guillaume Nicloux, où elle donne la réplique à Guillaume Canet et Jean Rochefort, sorti le 19 décembre 2007.

#### 2010-2012: Le retour en grâce

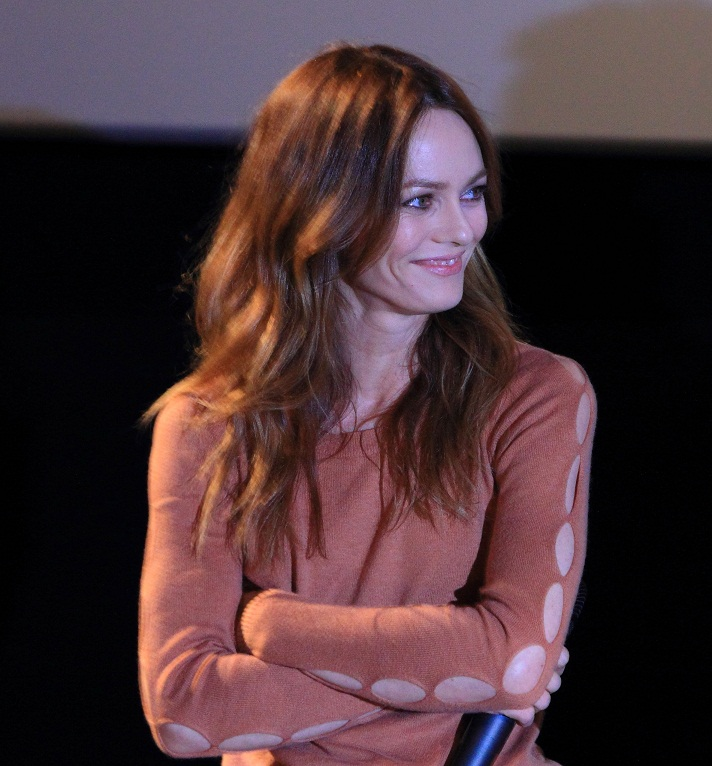
Vanessa Paradis en janvier 2012 à l'avant-première de Café de Flore.

Le 17 mars 2010, elle est à l'affiche de L'Arnacœur, le premier film de Pascal Chaumeil, une comédie romantique encensée par la critique où elle tient le rôle principal aux côtés de Romain Duris. Il s'agit du film le plus populaire de sa carrière puisqu'il totalise 3 800 000 entrées en France et près de 2 millions à l'étranger,,, soit plus de 47 millions de dollars de recettes.

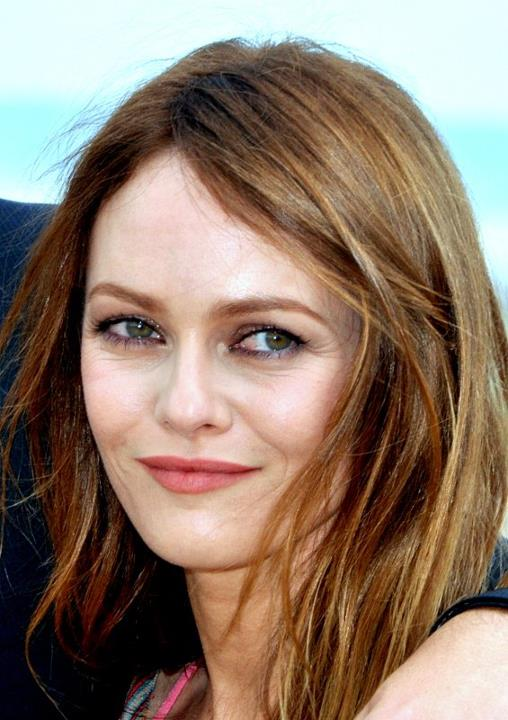
En juin 2012 au festival du film de Cabourg.

Elle prête sa voix à Lucille, le personnage principal du film d'animation Un monstre à Paris sorti le 12 octobre 2011, qu'elle double aux côtés de Matthieu Chedid, Gad Elmaleh et François Cluzet. Elle enchaîne en janvier 2012 avec Dubaï Flamingo, réalisé par Delphine Kreuter, dans lequel elle a pour partenaires Florence Thomassin et Sergi López.
On la retrouve ensuite dans le film Café de Flore du réalisateur québécois Jean-Marc Vallée, sorti le 25 janvier 2012 en France, pour lequel elle remporte deux prix : le Genie Award et le prix Jutra de la meilleure actrice, pour son rôle de mère d'un enfant trisomique dans le Paris des années 1960.
Elle interprète le rôle d'Emmanuelle dans Je me suis fait tout petit, un film de Cécilia Rouaud où elle joue aux côtés de Denis Ménochet, puis joue le personnage principal du film Cornouaille de la réalisatrice Anne Le Ny, dont la sortie a lieu le 15 août 2012.

#### 2014: Films américains
Douze ans après la tentative avortée de L'Homme qui a tué Don Quichotte de Terry Gilliam, Vanessa Paradis tourne son premier film américain à New York, Apprenti Gigolo, réalisé par John Turturro. Elle partage l'affiche avec Woody Allen, Sharon Stone, Sofía Vergara et Liev Schreiber. Il sort dans 17 pays, entre avril et juin 2014, réalisant plus de 25 000 000 de dollars de recettes, dont plus de 6 millions en Italie et près de 4 millions aux États-Unis, un très bon score pour un petit film indépendant[réf. nécessaire].

Toujours sous la direction de John Turturro, Vanessa Paradis tourne en janvier 2014 le court-métrage Quand il n'y a plus d'amour pour le film Rio, I love you, construit à partir de plusieurs segments d'histoires,.
Elle joue l'un des onze rôles féminins du premier film de l'actrice Audrey Dana, Sous les jupes des filles, aux côtés, entre autres, d'Isabelle Adjani, Laetitia Casta, Sylvie Testud et Marina Hands. Sorti le 4 juin 2014, le film est un succès, attirant plus de 1 300 000 spectateurs. En 2016, elle fait partie du jury du 69e Festival de Cannes, présidé par George Miller.
En octobre 2024, elle est l'invitée d'honneur du Festival Lumière, au cours duquel elle assiste à plusieurs projections de films dans lesquels elle a joué. Elle intervient également lors d'une masterclass, où elle évoque sa carrière d'actrice,.

### Mode

#### 1988-1989: Castelbajac et Maniatis lui donnent sa chance
- De 1988 à 1990, elle est l'une des figures du coiffeur Jean-Marc Maniatis, qui crée pour elle une coupe à frange qui devient sa coupe « star » du moment. Elle défile lors de la présentation officielle de sa nouvelle collection[N 31].
- Le 17 mars 1989, elle défile pour Jean-Charles de Castelbajac, arborant un manteau créé uniquement avec des peluches de Snoopy[N 32].
- En 1990, elle porte les créations du styliste Lionel Cros, notamment dans le clip Tandem réalisé par Jean-Baptiste Mondino[39].

#### 1991-2019: L'ambassadrice de Chanel
- En 1991, elle devient l'égérie publicitaire du parfum Coco de Chanel, dans le but de rajeunir l'image de la marque. Le film publicitaire télévisé, L'Esprit de Chanel réalisé par Jean-Paul Goude, est tourné en décembre 1990[N 33] et diffusé en Europe à partir du 14 octobre 1991[N 34]. Elle y tient le rôle d'un petit oiseau dans une cage, faisant du trapèze, sifflant un classique américain (Stormy Weather) et jouant avec une bouteille de Coco. La campagne presse durera jusqu'en 1994 et aura droit à deux visuels différents[N 35].
- En 1993, elle retrouve Chanel à l'occasion de la présentation des bijoux mythiques du joaillier. Une dizaine de photos sont réalisées, où elle est uniquement vêtue d'un jean. Elle fait la couverture du magazine Elle français, ainsi que celles des pays asiatiques.
- En 2004, Karl Lagerfeld fait appel à elle pour lancer sa ligne de sacs Cambon. Une première campagne de publicité paraît dans la presse entre mars et mai, avec plusieurs visuels différents. Une nouvelle photo est ensuite utilisée pour la relance en décembre. Une troisième campagne de presse, avec de nouveaux visuels, paraît en avril et mai 2005[N 36].
- En 2005, elle défend la ligne de sacs New Mademoiselle dans la presse entre octobre et décembre, avec six visuels différents. C'est une fois de plus Karl Lagerfeld qui réalise les photos, cette fois-ci avec un Polaroid, donnant un effet rétro à la séance.
- En 2010, elle prête son visage à la gamme de rouge à lèvres Rouge Coco. Un cliché réalisé par Jean-Baptiste Mondino paraît dans la presse féminine aux États-Unis en mars, puis en Europe, en Asie et au Moyen-Orient à partir d'avril. Un film publicitaire est également réalisé, mettant en scène Vanessa Paradis devant un miroir, se mettant du rouge à lèvres, tout en sifflotant Daydream des Lovin' Spoonful.
- Toujours en 2010, elle est l'icône de la collection de sacs Coco Cocoon. Les huit visuels différents paraissent dans les mensuels de mode et féminins à partir de juin 2010.
- En 2011, elle poursuit sa collaboration avec Chanel en représentant le rouge à lèvres Coco Shine dans une campagne publicitaire réalisée par Jean-Baptiste Mondino. Pour la boutique éphémère Chanel - Colette à Paris, une broche en forme de bouche de Vanessa Paradis a été créée.
- En 2012, elle représente à travers le monde les expositions photographiques de la célèbre Petite robe noire créée à l'origine par Coco Chanel et photographiée par Karl Lagerfeld.
- En 2013, elle est photographiée par Karim Sadli pour le catalogue 31 rue Cambon de la marque Chanel.
- Le 9 juillet 2014, dans le cadre de sa tournée Love Songs Tour, Vanessa Paradis donne un concert privé organisé par Chanel au Trianon de Paris.
- En 2015, elle est choisie pour incarner le Sac Girl, nouvelle création Chanel, dans une campagne publicitaire internationale réalisée par Karl Lagerfeld[40].
- En 2019, elle est l'une des égéries pour la campagne de la nouvelle montre J12[41].

#### 2003: La Redoute
- En 2003, elle pose pour le catalogue de La Redoute[42] qui paraît à la fin du printemps. Les clichés sont réalisés par Dominique Issermann. Les mêmes pages sont également parues sous forme de petit portfolio agrafé en supplément du magazine Vogue en septembre.

#### 2008: La parenthèse Miu Miu
- En 2008, elle devient l'image publicitaire mondiale de la marque italienne Miu Miu[43], du nom de sa créatrice Miuccia Prada. Une douzaine de visuels différents paraissent dans la presse féminine entre août et décembre, réalisés par le duo de photographes Mert and Marcus. Vanessa Paradis y présente les vêtements, sacs, lunettes et chaussures de la collection automne-hiver 2008-2009.

#### 2013: La parenthèse H&M
- Vanessa Paradis représente la campagne internationale printemps-été 2013 de la marque H&M. Elle devient le premier visage publicitaire de la collection H&M Conscious, la branche écoresponsable symbole du développement durable, mise en place par l'enseigne suédoise. Les films publicitaires et la quinzaine de photographies, à diffusion mondiale, sont réalisés par Karim Sadli[44],[45].

## Vie privée

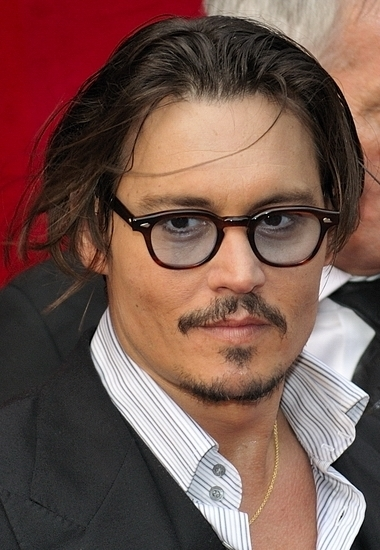
Johnny Depp, son compagnon de 1998 à 2012, père de ses deux enfants.

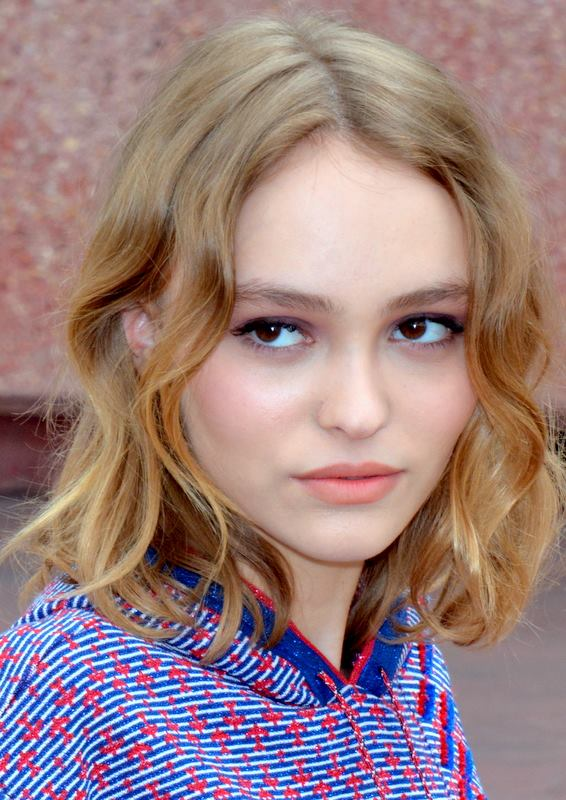
Sa fille Lily-Rose Depp.

En 1988, elle devient la compagne de Florent Pagny,. Les médias s'émeuvent de cette relation entre une mineure de 15 ans et un homme de onze ans son aîné. Ils se séparent en 1991.
De 1991 à 1996, elle a une aventure tumultueuse avec Lenny Kravitz, puis une idylle de quelques mois avec l'acteur Stanislas Merhar de fin 1997 à début 1998.
De juin 1998 à juin 2012, après s'être rencontrés une première fois au Viper Room en 1994, Vanessa Paradis est la compagne de l'acteur américain Johnny Depp. De cette liaison, naissent deux enfants, Lily-Rose Melody, née le 27 mai 1999 et Jack John Christopher III, né le 9 avril 2002. Ils vivent en concubinage avec leurs enfants entre Los Angeles et leur propriété française au Plan-de-la-Tour dans le Var . En juin 2012, Johnny Depp annonce, par le biais d'un communiqué de son agent, que leur couple met un terme à sa vie commune,. Depuis, l'ex-couple manifeste régulièrement sa bonne entente. Ainsi, lors du procès opposant en 2020 Johnny Depp au Sun, qui accuse l'acteur de violences envers son ancienne épouse Amber Heard, Vanessa Paradis témoigne en sa faveur, affirmant qu'il a toujours été « une personne et un père gentil, attentif, généreux et non-violent ».

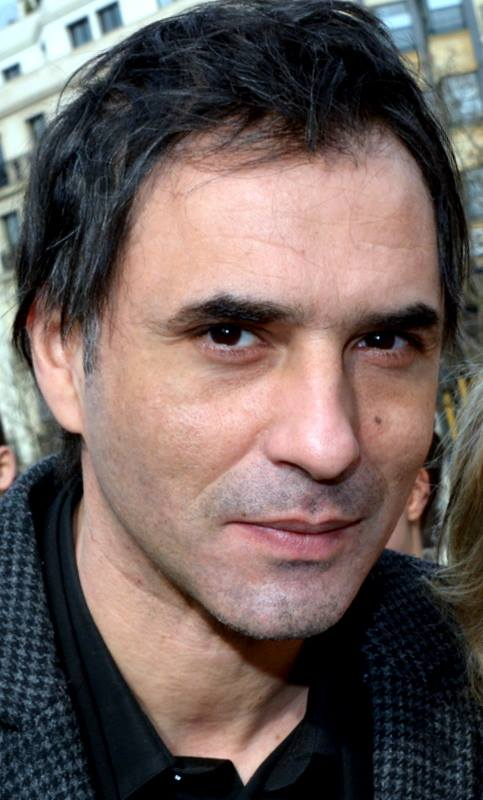
Son mari depuis 2018 Samuel Benchetrit.

Le 13 mai 2014, lors d'un défilé Chanel à Dubaï, Vanessa Paradis officialise sa relation avec le chanteur français Benjamin Biolay, concepteur de son album Love Songs. Ils se séparent en mai 2015.
À partir de novembre 2016, elle fréquente l'écrivain et réalisateur français Samuel Benchetrit. Ils se marient le 30 juin 2018 à Saint-Siméon , à l'est de Paris, à proximité du domaine des Sources où elle a passé une partie de son enfance. Elle est la belle-mère des deux enfants de son époux : Jules Benchetrit (né en 1998) et Saül Benchetrit (née le 7 mars 2007).
Le 21 septembre 2017, son père, André Paradis, meurt à l'âge de 74 ans,.

## Discographie

### Tournées
- 1993 : Natural High Tour
- 2001 : Bliss Tour
- 2007 : Divinidylle Tour
- 2010 : Tournée acoustique
- 2013 : Love Songs Tour
- 2019 : Tournée les sources

### Participations

#### Bandes originales de films
- 1991 : Atlantis de Luc Besson - duo avec Éric Serra sur la chanson Time To Get Your Lovin'
- 2001 : Le Petit Poucet d'Olivier Dahan - interprète La Lune brille pour toi et sa version anglaise Close Your Eyes
- 2004 : Atomik Circus de Didier Poiraud et Thierry Poiraud - interprète les chansons Ma pétroleuse, James Bataille, Mustang, Concia Chacha et Le Petit Vent du désert, écrit par The Little Rabbits.
- 2010 : Thelma, Louise et Chantal de Benoît Pétré - interprète Vous les copains. Version réalisée et arrangée par Keren Ann.
- 2011 : Un monstre à Paris de Bibo Bergeron - interprète quatre chansons dont Papa Paname, Un p'tit baiser et La Seine en duo avec Matthieu Chedid.
- 2012 : A Monster in Paris de Bibo Bergeron (version anglaise du film) - interprète quatre chansons en anglais dont La Seine en duo avec Sean Lennon.
- 2014 : Apprenti Gigolo de John Turturro - interprète Tu si na cosa grande.
- 2017 : Maryline de Guillaume Gallienne - interprète Cette blessure.

#### Autres participations
- 1986 : album de Franck Langolff, Normal - chœurs sur deux chansons
- 1989 : single caritatif Pour toi Arménie
- 1989 : album de Johnny Hallyday, Cadillac - chœurs sur Si j'étais moi
- 1991 : album d'Alain Lanty, Atlantique - chœurs sur Tant bien que mal
- 1993 : album de Louis Bertignac, Elle et Louis - chœurs sur Oubliez-moi, La Petite poupée, L'Amour interdit, L'Arroseur arrosé et La Fille d'Essaouira
- 1995 : album de Maxime Le Forestier, Passer ma route - chœurs sur Chienne d'idée
- 1996 : album de Gerry DeVeaux, Rhythm and Love - duo sur Voici les clés (de mes secrets) et chœurs sur Don't Take Back (Your Love)
- 2001 : album caritatif Ma chanson d'enfance - reprise de Le Tourbillon de la vie
- 2004 : album caritatif de Charles Aznavour, Bon anniversaire Charles ! - duo sur Au creux de mon épaule
- 2006 : album collectif Le Soldat rose (conte musical de Louis Chedid) - interprète Made in Asia et Un papa, une maman, et la chanson collégiale Love, Love, Love
- 2009 : album d'Albin de la Simone, Bungalow - duo sur Adrienne
- 2009 : album de Glenn Tilbrook, Pandemonium Ensues - chœurs sur Interest and Love
- 2010 : album du groupe Nouvelle Vague, Couleurs sur Paris - interprète Week-end à Rome de et avec Étienne Daho
- 2010 : album collectif Dr Tom ou la liberté en cavale (conte musical de Franck Langolff) - interprète Smiley en duo avec Thomas Dutronc.
- 2010 : album live de Jacques Dutronc, Et vous, et vous, et vous - duo sur Le Petit Jardin
- 2011 : album hommage à Alain Bashung, Tels Alain Bashung - interprète Angora
- 2011 : album compilation d'Étienne Daho, Monsieur Daho - duo sur Heures Hindoues
- 2011 : album de Lulu Gainsbourg, From Gainsbourg to Lulu - duo avec Johnny Depp sur Ballade de Melody Nelson
- 2012 : album de duos de chansons d'Alain Chamfort, Elles et lui - duo sur Malaise en Malaisie
- 2012 : album de Benjamin Biolay, Vengeance - duo sur Profite[67]
- 2013 : album de Steve Nieve, ToGetHer - duo sur Conversation
- 2013 : album du groupe BB Brunes, Long Courrier (édition collector) - duo sur Bye Bye
- 2014 : single caritatif Noël est là
- 2015 : album de Benjamin Biolay, Trénet (hommage à Charles Trenet) - chante sur J'ai ta main
- 2017 : album hommage à  Alain Souchon, Souchon dans l'air - reprise de la chanson Le Baiser
- 2017 : album d'Oren Lavie, Bedroom Crimes - duo sur Did You Really Say No
- 2017 : album d'Alexandre Tharaud, Barbara (hommage à Barbara) - reprise de Du bout des lèvres
- 2018 : album de Gaëtan Roussel, Trafic - duo sur Tu me manques (pourtant tu es là)
- 2019 : album de Nekfeu, Les Étoiles vagabondes - duo sur Dans l'univers.
- 2021 : album d'Adrien Gallo, Là où les saules ne pleurent pas - duo sur Les jolies choses et Les clochettes de mai
- 2022 : album d'Alexandre Tharaud, Cinéma - duo sur le titre Main Theme (From "India Song")
- 2023 : album d'Étienne Daho, Tirer la nuit sur les étoiles - duo sur Tirer la nuit sur les étoiles
- 2024 : Single de Voyou (chanteur), duo sur le titre " Le bal "

## Filmographie

### Cinéma
- 1989 : Noce blanche de Jean-Claude Brisseau : Mathilde Tessier
- 1995 : Élisa de Jean Becker : Marie
- 1997 : Un amour de sorcière de René Manzor : Morgane
- 1998 : Une chance sur deux de Patrice Leconte : Alice
- 1999 : La Fille sur le pont de Patrice Leconte : Adèle
- 2004 : Atomik Circus, le retour de James Bataille de Didier Poiraud et Thierry Poiraud : Concia
- 2005 : Mon ange de Serge Frydman : Colette
- 2007 : La Clef de Guillaume Nicloux : Cécile
- 2010 : L'Arnacœur de Pascal Chaumeil : Juliette
- 2012 : Dubaï Flamingo de Delphine Kreuter : Jackie
- 2012 : Café de Flore de Jean-Marc Vallée : Jacqueline
- 2012 : Je me suis fait tout petit de Cécilia Rouaud : Emmanuelle
- 2012 : Cornouaille d'Anne Le Ny : Odile
- 2014 : Apprenti Gigolo (Fading Gigolo) de John Turturro: Avigal
- 2014 : Sous les jupes des filles d'Audrey Dana : Rose
- 2014 : Rio, I Love You (Rio, Eu Te Amo), film à sketches, segment Quando não há mais amor de John Turturro (court-métrage)
- 2016 : Yoga Hosers de Kevin Smith : Ms Maurice, professeur d'histoire
- 2017 : Maryline de Guillaume Gallienne : Jeanne Desmarais
- 2017 : Frost de Šarūnas Bartas : Marianne
- 2017 : Chien de Samuel Benchetrit : Hélène
- 2018 : Photo de famille de Cécilia Rouaud : Gabrielle
- 2018 : Un couteau dans le cœur de Yann Gonzalez : Anne
- 2020 : Les Deux Alfred de Bruno Podalydès : Albane
- 2021 : Cette musique ne joue pour personne de Samuel Benchetrit : Suzanne
- 2023 : Les Complices de Cécilia Rouaud : Marianne
- 2023 : Juniors de Hugo P. Thomas : Véronique
- 2025 : Dis-moi juste que tu m'aimes d'Anne Le Ny : Anaëlle
- 2025 : T'as pas changé de Jérôme Commandeur

### Doublage et documentaires
- 1997 : Le Plaisir (et ses petits tracas) de Nicolas Boukhrief - participation vocale[N 37]
- 2003 : Lost in La Mancha de Keith Fulton et Louis Pepe - making-of de L'Homme qui a tué Don Quichotte, film inachevé de Terry Gilliam, partiellement tourné en 2000
- 2005 : Pollux Le Manège enchanté de Jean Duval -  Margotte
- 2011 : Un monstre à Paris de Éric « Bibo » Bergeron - Lucille
- 2015: Terra, documentaire de Yann Arthus-Bertrand et Michael Pitiot - narration
- 2018: On l'appelle Roda, documentaire de Charlotte Silvera - narration

### Télévision
- 2020 : I Love You coiffure de Muriel Robin : Patricia

### Box-office
| Rang | Films                                      | Année | Entrées France |
| ---- | ------------------------------------------ | ----- | -------------- |
| 1    | L'Arnacœur                                 | 2010  | 3 736 253      |
| 2    | Élisa                                      | 1995  | 2 535 262      |
| 3    | Noce blanche                               | 1989  | 1 879 943      |
| 4    | Un monstre à Paris                         | 2011  | 1 639 161      |
| 5    | Sous les jupes des filles                  | 2014  | 1 349 860      |
| 6    | Une chance sur deux                        | 1998  | 1 180 403      |
| 7    | Un amour de sorcière                       | 1997  | 977 354        |
| 8    | La Fille sur le pont                       | 1999  | 867 952        |
| 9    | Photo de famille                           | 2018  | 577 727        |
| 10   | La Clef                                    | 2007  | 338 275        |
| 11   | Cornouaille                                | 2012  | 270 049        |
| 12   | Atomik Circus, le retour de James Bataille | 2004  | 239 948        |
| 13   | Apprenti Gigolo                            | 2014  | 232 651        |
| 14   | Mon ange                                   | 2005  | 173 987        |
| 15   | Maryline                                   | 2017  | 148 900        |
| 16   | Café de Flore                              | 2012  | 82 082         |
| 17   | Je me suis fait tout petit                 | 2012  | 52 503         |
| 18   | Un couteau dans le cœur                    | 2018  | 48 425         |
| 19   | Chien                                      | 2018  | 10 139         |
| 20   | Frost                                      | 2017  | 6 813          |
| 21   | Dubaï Flamingo                             | 2012  | 2 801          |

## Théâtre
- 2021 : Maman de Samuel Benchetrit, mise en scène de l'auteur, Théâtre Édouard-VII. En tête d’affiche, Vanessa Paradis partage la scène avec les Éric Elmosnino et Félix Moati. La pièce de théâtre obtient un beau succès dans un premier temps sur Paris qui se jouera à guichets fermés de septembre 2021 à janvier 2022. Puis une tournée en province de septembre 2022 à février 2023 avec un retour 1 mois sur Paris en mai 2023. Avec cette pièce de théâtre, Vanessa Paradis obtient sa première nomination au théâtre en meilleure actrice.

## Distinctions

### Décorations
- Chevalière de la Légion d'honneur (décret du 31 décembre 2015)[68]
- Officière de l'ordre des Arts et des Lettres (2011)[69] ; chevalier (2007)

### Récompenses
- 1990 : Victoire de la musique de l'artiste interprète féminine de l'année
- 1990 : Prix Romy-Schneider pour Noce blanche, réalisé par Jean-Claude Brisseau
- 1990 : César du cinéma du meilleur espoir féminin pour  Noce blanche, réalisé par Jean-Claude Brisseau
- 1991 : Victoire de la musique du meilleur vidéo-clip de l'année pour Tandem, réalisé par Jean-Baptiste Mondino
- 2008 : Victoire de la musique de l'artiste interprète féminine de l'année
- 2008 : Victoire de la musique de l'album de chansons, variétés de l'année pour Divinidylle
- 2009 : Victoire de la musique du DVD musical de l'année pour Divinidylle Tour, réalisé par Didier et Thierry Poiraud
- 2012 : Victoire de la musique du meilleur vidéo-clip pour La Seine en duo avec -M-, réalisé par Bibo Bergeron
- 2012 : Genie Awards de la meilleure actrice pour Café de Flore, réalisé par Jean-Marc Vallée
- 2012 : Prix Jutra 2012 de la meilleure actrice pour Café de Flore, réalisé par Jean-Marc Vallée
- 2012 : « Swann » d'honneur au 26e Festival du film romantique de Cabourg
- 2014 : Victoire de la musique de l'artiste interprète féminine de l'année
- 2018 : Brooklyn Horror Film Festival de la meilleure actrice dans un drame d'horreur pour Un couteau dans le cœur (2018) réalisé par Yann Gonzalez.

### Nominations
- 1987 : Victoire de la musique de la révélation féminine de l'année[70]
- 1987 : Victoire de la musique de la chanson de l'année pour Joe le taxi
- 1988 : Victoire de la musique de la révélation féminine de l'année[71]
- 1990 : Victoire de la musique du vidéo-clip de l'année pour Mosquito
- 1991 : Victoire de la musique de l'artiste interprète féminine de l'année[72]
- 1993 : Victoire de la musique de l'artiste interprète féminine de l'année[73]
- 2000 : César du cinéma de la meilleure actrice pour La Fille sur le pont, réalisé par Patrice Leconte
- 2001 : NRJ Music Awards de l'artiste féminine francophone
- 2001 : NRJ Music Awards de l'album francophone pour Bliss
- 2008 : NRJ Music Awards de l'album francophone pour Divinidylle
- 2008 : NRJ Music Awards de la chanson de l'année pour Dès que j'te vois
- 2008 : Trophée des femmes en or dans la catégorie « femme de spectacle »
- 2008 : Globe de Cristal pour la meilleure interprète féminine de l'année[74]
- 2011 : Globe de Cristal pour la meilleure interprète féminine de l'année
- 2011 : Victoire de la musique de l'artiste interprète féminine de l'année[75]
- 2012 : Vancouver Film Critics Circle de la meilleure actrice pour Café de Flore, réalisé par Jean-Marc Vallée
- 2014 : Globes de Cristal pour la meilleure interprète féminine de l'année
- 2017 : UK music video awards, catégorie meilleur clip pop international, clip "Did You Really Say No" en duo avec Oren Lavie[76]
- 2022 : Molière de la comédienne dans un spectacle de théâtre privé pour Maman[77]

## Environnement artistique

### Participations
- Elle est la marraine de l'association REVES, qui vient en aide aux enfants malades en réalisant leurs rêves.
- En 1991, elle devient Marianne, une marionnette de l'émission satirique Le Bébête show sur TF1.
- De 1993 à 2002, elle est également représentée par Vaness, une des marionnettes de l'émission pour enfants Les Minikeums sur France 3.
- En 1993, le chanteur Louis Bertignac enregistre une chanson intitulée Vanessa inspirée par la chanteuse qui assure les chœurs sur six chansons de l'album Elle et Louis.
- En 1996, le rappeur Doc Gynéco écrit une chanson pour Vanessa Paradis. Extrait de son premier album Première consultation, le titre Vanessa rencontre un gros succès.
- Elle participe huit fois au Concert des Enfoirés, de 1993 à 1999 et en 2001, ainsi qu'au concert Sol En Si en 1999.
- En 2020, elle préside le jury du 46e Festival du cinéma américain de Deauville.

### Faits divers, anecdotes et événements médiatiques
Durant sa carrière, Vanessa Paradis a beaucoup fait parler d'elle à propos de ses disques, de ses films ou de sa vie privée. Quelquefois, de petits faits ont été énormément médiatisés et sont loin d'être négligeables dans la construction de son image.
- Entre 1988 et 1991, elle est la compagne du chanteur Florent Pagny[46],[47]. Une relation jugée sulfureuse par les médias au vu de la différence d'âge des deux artistes (elle a alors 15 ans et lui 26). Elle vit également une romance tumultueuse avec Lenny Kravitz de 1991 à 1996[1],[49] ainsi qu'une courte idylle avec l'acteur Stanislas Merhar de 1997 à 1998[57],[50].
- Elle est, de juin 1998 à juin 2012, la compagne de l'acteur américain Johnny Depp, père de ses deux enfants, Lily-Rose Melody[52], née le 27 mai 1999[53] et Jack John Christopher III, né le 9 avril 2002[54].
- Le 27 janvier 1988, Vanessa Paradis, âgée de 15 ans, se produit au MIDEM de Cannes pour interpréter Joe le taxi. Durant sa prestation en direct sur scène, une partie du public la siffle, la hue et lui envoie divers projectiles[N 38]. Elle remportera néanmoins un prix sous les applaudissements du public. Devant cette épreuve, elle envisage de mettre un terme à sa carrière mais sa passion pour ce métier la pousse à continuer[N 39]. Elle déclarera plus tard à ce sujet : « À ce moment-là, il n'était pas question de laisser aux autres la possibilité de décider de mon sort. »
- En 1988, Michel Berger déclare dans une interview à Michel Denisot, être fasciné par Édouard Lock, Duke Ellington, le film Amadeus, Jacques Kerchache et Vanessa Paradis, confessant à son sujet : « On lui tape beaucoup dessus et c'est très-très bon signe. […] elle va devenir une grande vedette »[78]. France Gall, l'épouse du chanteur, affirmera à plusieurs reprises que « Vanessa Paradis était la chouchou de Michel Berger » et qu'il voulait lui écrire des chansons en 1992, peu de temps avant son décès. En janvier 1993, lors du premier hommage télévisé rendu à Michel Berger, la chanteuse interprète une reprise de La minute de silence.
- En 1991, Vanessa Paradis est sollicitée par le couturier Calvin Klein pour devenir l'égérie de sa nouvelle campagne publicitaire aux côtés de Mark Wahlberg. La jeune femme refuse au profit du mannequin Kate Moss dont la carrière explosera grâce à ce contrat.
- Le 9 mars 1991, lors de la 16e cérémonie des César, elle est chargée d'ouvrir l'enveloppe contenant le nom de la lauréate du César du meilleur espoir féminin. Mais, au moment de l'annonce du résultat, elle cite Judith Godrèche au lieu de Judith Henry (Judith Godrèche faisant également partie des nommées). Bien qu'elle se corrige aussitôt, cette méprise reste culte dans les incidents du direct. Judith Godrèche lui en voudra durant de nombreuses années[N 40]. Le 27 février 2010, lors de la 35e cérémonie des César, Vanessa Paradis organisera un petit sketch avec Gad Elmaleh et Valérie Lemercier en clin d'œil à cette gaffe[N 41].
- Le 16 avril 1993, elle donne un concert au Summum de Grenoble. Comme chaque soir, après avoir interprété I'm Waiting for the Man, elle lance son harmonica dans le public. Mais ce soir-là, l'harmonica atterrit dans l'œil d'un fan[79]. Elle demandera à le rencontrer et se dira « confuse et désolée »[N 42]. On découvre par la suite, que le fan a inventé cette histoire afin de faire parler de lui.
- En décembre 1994, elle reprend le rôle mythique de Tippi Hedren dans Les oiseaux d'Alfred Hitchcock le temps d'une séance photographique expérimentale réalisée par Jan Kounen.
- En février 1995, elle est arrêtée à la douane canadienne en possession de 3 grammes de cannabis. Cet incident lui vaudra une interdiction de séjour de plusieurs mois sur le sol américain, ainsi qu'une rupture de contrat avec la marque Chanel.
- Le 17 mai 1995, elle participe à la cérémonie d'ouverture du Festival de Cannes. Accompagnée par Jean-Félix Lalanne à la guitare, elle interprète la chanson Le Tourbillon de la vie en direct, devant la première interprète de la chanson, Jeanne Moreau. La présidente du jury, émue, se lèvera et finira le titre en duo. Ce qui devait être une petite surprise est finalement devenu le fait le plus marquant du 48e Festival.
- En novembre 1995, elle devient l'égérie du magazine féminin Elle. Pour fêter ses 50 ans d'existence, le célèbre journal crée l'événement en publiant quatre couvertures différentes du même numéro avec la chanteuse photographiée par Jean-Baptiste Mondino, Dominique Issermann, Jean-Paul Goude et Jean-Marie Périer.
- Le 18 janvier 1998, elle est victime d'un accident de moto-neige au Canada qui lui cause de multiples fractures à la jambe droite. C'est donc avec un plâtre qu'elle apparait à la soirée des Enfoirés le 26 janvier (ce qui l'empêchera pour la première fois de participer aux chansons collégiales) et qu'elle assure la promotion du film 1 chance sur 2. Les magazines Photo et Elle mettront en scène une Vanessa éclopée. Elle apparait aussi à l'avant-première du film habillée en Jean Paul Gaultier haute-couture… avec des béquilles.
- En 2000, elle est la première actrice à qui le réalisateur Jean-Pierre Jeunet propose le rôle-titre de son film Le Fabuleux Destin d'Amélie Poulain. Vanessa Paradis est contrainte de refuser le projet devant l'imminence de la sortie de son album Bliss et le tournage approchant du film L'Homme qui a tué Don Quichotte de Terry Gilliam. Le réalisateur choisira l'actrice anglaise Emily Watson puis, finalement Audrey Tautou.[réf. nécessaire]
- En 2001, Carla Bruni écrit plusieurs chansons pour Vanessa Paradis. Mais, les trouvant trop personnelles, elle encouragera Carla Bruni à les enregistrer elle-même, cela donnera l'album Quelqu'un m'a dit sorti en 2002.
- En 2010, Vanessa Paradis doit incarner Simone de Beauvoir au cinéma dans un biopic intitulé My American Lover, réalisé par Lasse Hallström. Ce film devait raconter l'histoire d'amour méconnue entre la célèbre romancière française et son amant américain, l'écrivain Nelson Algren (interprété par Johnny Depp). Malgré une grande préparation et un important investissement des deux acteurs, le projet sera finalement abandonné[80].
- En 2011, dans le cadre de sa Tournée Acoustique, Vanessa Paradis choisit de se produire en concert en Israël, décision suscitant une certaine polémique. En effet, une demande « de pro-palestiniens exhortant Vanessa Paradis et Johnny Depp à boycotter Israël et les dissuadant de rencontrer le président Shimon Peres, est publiée par Boycottfromwithin »[81]. Des militants de la campagne Boycott, désinvestissement et sanctions manifestent avant son concert à Conflans-Sainte-Honorine, appelant l'artiste à ne pas chanter en Israël[82], en dressant des « pancartes sur lesquelles on pouvait lire : « Vanessa, tu as entendu parler de la Palestine ? », « Vanessa, n'encourage pas les murs et les ghettos », "Vanessa, que vas-tu chanter aux enfants de Gaza ?"... »[83]. La chanteuse annule alors le concert qu'elle devait donner le 10 février 2011 à Tel-Aviv.
- En 2014, sa chanson Mi amor est choisie pour illustrer la campagne publicitaire TV du parfum Love Story de la maison Chloé, réalisée par Mélanie Laurent[84].
- En mars 2018, Vanessa est la présidente de la 43e Cérémonie des César.
- En Mai 2025, la superstar américaine Miley Cyrus déclare sur  NRJ qu'elle n'aurait pas pu réaliser son album Endless Summer Vacation sans l'influence de Vanessa Paradis.